# Humbert de Grolée
Humbert de Grolée (vers 1390 - 1434), est un seigneur du XVe siècle issu de la famille de Grolée. Il est bailli de Mâcon, sénéchal et capitaine de Lyon.

## Biographie

### Origines
Humbert, ou Imbert, de Grolée est né aux alentours de 1390. Il est le fils d'André, seigneur de Passins, et de Béatrice de Genève-Lullin. Il est le petit-neveu du bailli de Mâcon et sénéchal de Lyon, Jean de Grolée. Il est issu d'une très ancienne famille du Bugey, les Grolée, issue du village de Groslée. Humbert est seigneur de plusieurs châtellenies en Dauphiné et bailli de Mâcon.
Il se marie avec une dame issue de la famille de Brotel, en Dauphiné (Saint-Baudille-de-la-Tour), avec qui il a neuf enfants.

### Carrière militaire

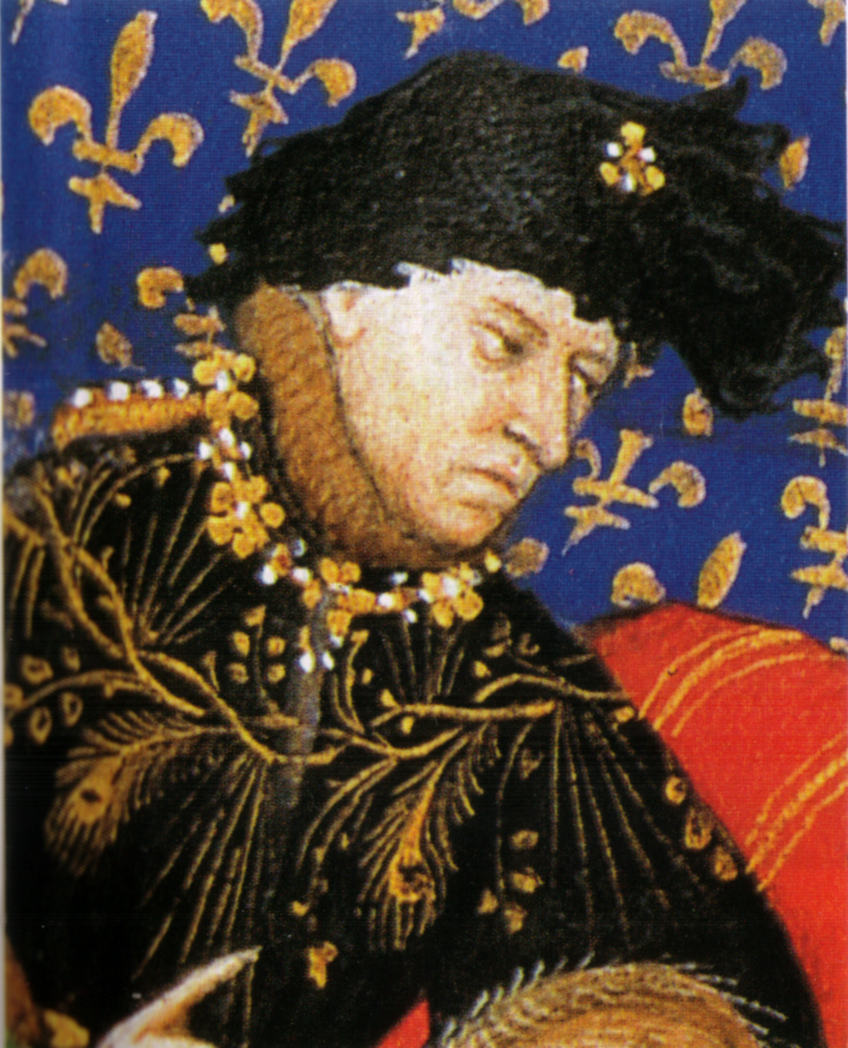
Charles VI, qui le nomme sénéchal de Lyon.

Il commence sa carrière lorsqu'il est encore écuyer-banneret en étant garde des ponts sur le Rhône. Il devient sénéchal et capitaine de Lyon en juillet 1418, nommé par le roi Charles VI.
En 1420, il participe au combat à Servette entre Bernard d'Armagnac et une troupe bourguignonne composée du seigneur Forézien Rochebaron et d'un seigneur savoyard de Sallenôves.
En 1422, pour mater une jacquerie en Forez, il reçoit du duc de Milan une armée composée de 500 lanciers et 1000 archers. Avec cette troupe, il fait la capture en 1423 de Jean II de Toulongeon, maréchal de Bourgogne, qui assiégeait le château de la Bussière. Cela n'empêche pas le haut personnage bourguignon de prendre le château par la force dès l'année suivante.
Durant cette période, Humbert de Grolée est chargé par le roi Charles VII de garder la frontière lyonnaise du royaume. Son fait d'armes essentiel est la victoire d'Anthon du 11 juin 1430 menée avec Raoul de Gaucourt et Rodrigue de Villandrando contre Louis de Chalon. Il est alors fait maréchal du Dauphiné.
En 1431, il participer à une chevauchée en Charolais.

### Carrière diplomatique et administrative

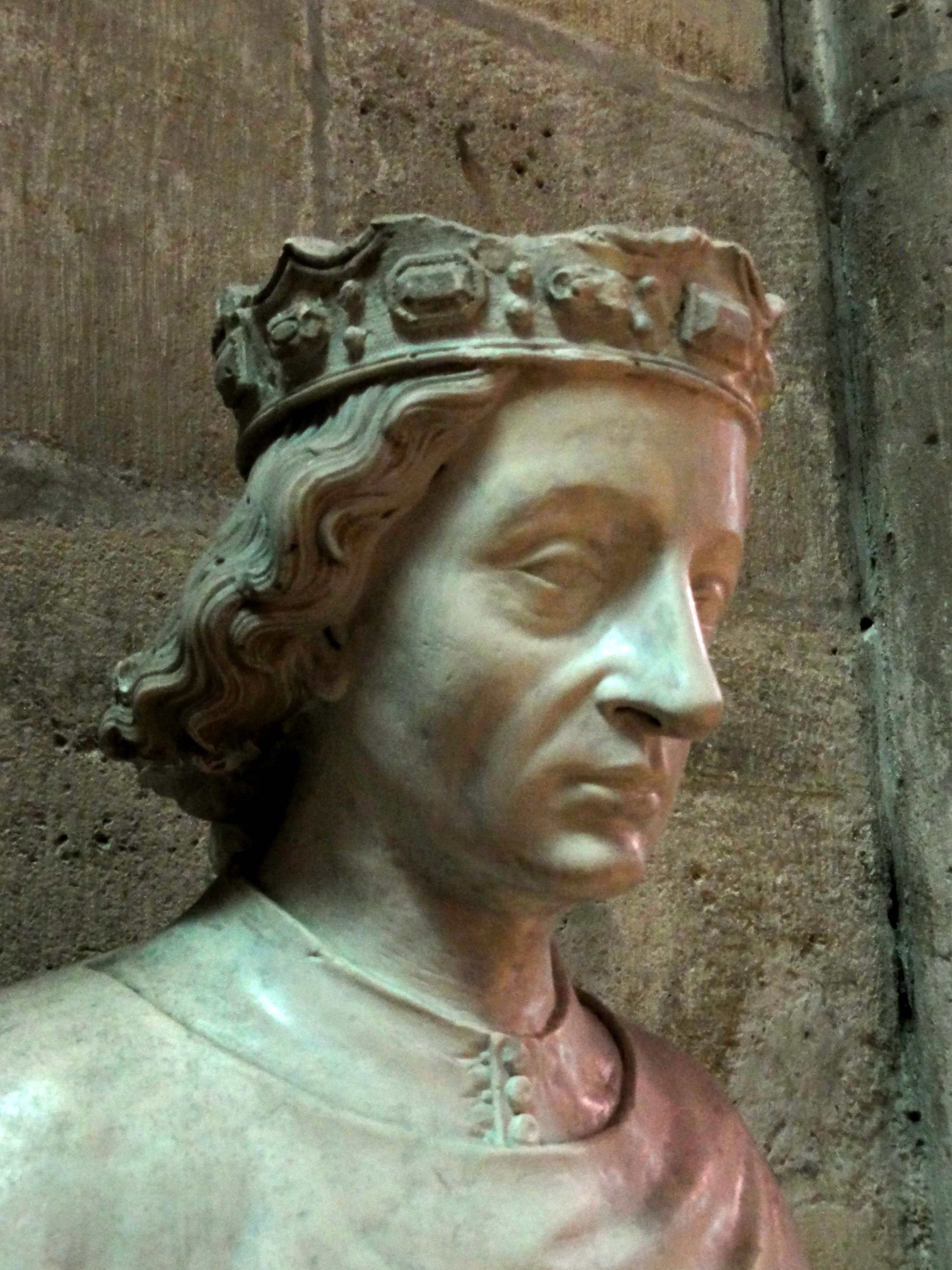
Charles VII, pour lequel Humbert lutte contre les bourguignons.

Outre ses actions militaires, il est envoyé comme représentant du roi de France lors de nombreuses négociations entre le souverain, Charles de Bourbon et le duché de Bourgogne. Il est présent aux réunions de Chambéry en septembre 1424, de Montluel et Bâgé en janvier 1425, à Yenne en novembre 1427 et Bourg-en-Bresse en septembre 1431.
Il est très présent au sein de la ville de Lyon, qu'il défend efficacement contre les bourguignons. Il siège au Conseil de défense de la ville avec Ansort de Sautans, Guillaume des Forges et Guilher de Montagni en 1421. Pendant ses absences, il se fait suppléer d'abord par son père puis par Guichard de Marzé. Son lieutenant est Gillet de Saint-Priest jusqu'en 1424, puis Imbault de Blettereins, sire de Pierreclos. Sous ses ordres, le lieutenant aux fortifications est Audry Chevriers. Il se révèle durant toute sa carrière un excellent meneur d'hommes.

### Mort
Humbert de Grolée meurt en 1434. Son corps est inhumé dans l'église des Cordeliers, dont sa famille est bienfaitrice.
Aucun de ses enfants n'est resté à Lyon et ses biens sont vendus, passant à la famille Varey, belle-famille de son grand-père, Guy II.